# 미셀
미셀(micelle)은 계면활성제가 일정 농도 이상에서 모인 집합체를 말한다. 대표적인 경우로 계면활성제가 물에 녹는 경우 일정 농도 이상이 되면 소수성 부분이 핵을 형성하고 친수성 부분은 물과 닿는 표면을 형성한다. 미셀은 계면활성제의 농도가 임계 미셀 농도 (critical micelle concentration) 이상이고 온도가 임계 미셀 온도 (critical micelle temperature, 또는 Krafft 온도) 이상에서 형성된다. 미셀이 물에서 형성될 때, 기름과 같이 소수성 물질은 미셀의 안쪽 부분에 위치하게 되어 안정화 되고 물에 녹게 되는데 이를 용해화(solubilization)라 하며 이는 세제 작용의 기본 원리이다.

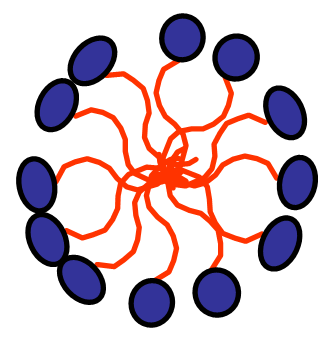
미셀의 구조

비누를 포함한 계면활성제가 세제 역할을 하는 것은 오래전부터 알려져 왔다. 그러나 20세기에 들어서야 James William McBain에 의해 계면활성제의 분자들이 구조화된 콜로이드 이온, 즉 미셀을 형성한다는 이론이 나오게 되었다.

## 역미셀
계면활성제가 유기 용매에 녹는 경우에는 물에서와는 반대로 친수성 부분이 핵을 형성하고 친유성 부분이 유기 용매에 닿는 표면을 형성한다. 이러한 구조를 역미셀(reverse micelle)이라고 한다.

## 같이 보기
- 지질 이중층
- 리포솜